# トスカーナの休日
『トスカーナの休日』（トスカーナのきゅうじつ、Under the Tuscan Sun）は、2003年に公開されたアメリカ合衆国とイタリアによる合作の恋愛映画。オードリー・ウェルズ監督・脚本。原作はフランシス・メイズの小説『イタリア・トスカーナの休日』。

## ストーリー
サンフランシスコに住むフランシス（ダイアン・レイン）は作家。他の作家の著作の批評も書いている。順調なキャリアを築いているように思えたが、ある日のパーティーで、フランシスに著作を酷評された男が残した「ダンナに聞いてみろ」という言葉をきっかけに、夫の裏切りを知る羽目になる。
一年かかった離婚騒動。収入があるばかりに慰謝料を払う側になった上に、「家を元夫に渡す」という条件が付いていた。
大金を支払ってまで彼が家を欲しがった理由は、浮気相手が子どものために名門校に近い家に住みたがったから、というもの。傷ついたフランシスは、ほとんどの家具を家に残したまま、短期滞在者用アパートに引っ越してゆく。
打ちひしがれるフランシスを見かねた親友のパティ（サンドラ・オー）は、自分の妊娠でふいになった10日間のトスカーナ旅行をフランシスにプレゼント、新しい人生に踏み出すよう強く勧める。気乗りしないままトスカーナにやってきたフランシスは、ツアーの途中コルトーナという町で『ブラマソーレ』と名付けられた売り家の広告に目をとめる。華やかな謎の美女キャサリン（リンゼイ・ダンカン）に、「家に興味があるの？」と話しかけられた時は現実的な話とは思えなかったが、ツアーバスが『ブラマソーレ』の前を通りかかったことに気付き、衝動的に下りてしまう。代々伯爵家が所有していたという築300年の『ブラマソーレ』に強く心ひかれたフランシスは、家をよく見ないまま交渉に入り、ついに全財産をはたいて購入してしまう。
親切な不動産業者マルティニ（ヴィンセント・リオッタ）の助けを借りながら、家の修復に取り組むうち、少しずつ町の人々とも打ち解けてゆくフランシス。花を捧げるため毎日家の前の道を通う老人（マリオ・モニチェリ）の姿に、自身を振り返りながらも、フランシスの孤独は、まだ完全に癒されたわけではなかった。キャサリンにも時に明るく、時に厳しく励まされたフランシスは、アンティークのシャンデリアの部品を捜しにローマに出かけ、ハンサムなマルチェロ（ラウル・ボヴァ）に出会う。情熱的な一夜を過ごした彼女は、女ざかりの自分を自覚、女性としての自信も取り戻し、美しく装ってデートに出かけようとする。ところがその時、妊娠8カ月で同性の恋人に捨てられたパティが、アメリカから突然『ブラマソーレ』に転がり込んで来る。
家の修復工事が終わり、家族同然に過ごして来たポーランド人職人たちが去る。寂しさを感じたフランシスは、無事に女の子を出産したパティが赤ん坊をあやす姿を見ると、すれ違いばかりだったマルチェロに意を決して会いに行く。ところが、既に彼には別の恋人がいた。打ちひしがれるフランシスだったが、ポーランド人職人の1人で最も若いパヴェルと近所の娘キアラの愛し合う姿を見て、2人の結婚をキアラの両親に認めさせるために「パヴェルは私の家族」だと宣言する。これによりパヴェルとキアラの結婚が認められ、パーティがフランシスの家で賑やかに催される。パティ母子をはじめ、パヴェルやキアラなど、フランシスにとっての「新しい家族」に囲まれ、フランシスは幸せを感じる。そんな彼女の前にハンサムな作家の青年エドが現れる。かつて自分の作品をフランシスに酷評されたが、そのおかげで成長できたことを感謝するエドとフランシスは惹かれ合う。こうして、フランシスは「家族」やエドと充実した幸せな生活を送ることになる。

## キャスト
- フランシス - ダイアン・レイン（日本語吹替：佐々木優子）
- パティ - サンドラ・オー（日本語吹替：唐沢潤）
- キャサリン - リンゼイ・ダンカン（日本語吹替：宮寺智子）
- マルチェロ - ラウル・ボヴァ（日本語吹替：小山力也）
- マルティニ - ヴィンセント・リオッタ（英語版）（日本語吹替：山路和弘）
- 花を捧げる老人 - マリオ・モニチェリ